# Gulli Guðmundsson
Gunlaugur "Gulli" Guðmundsson (* 1971 in Island) ist ein isländischer Jazzbassist.

## Leben und Wirken
Gulli Guðmundsson kam 1993 in die Niederlande. Er studierte bis 1999 am Königlichen Konservatorium in Den Haag bei Jacques Schols, Hein van de Geyn und Frans van der Hoefen. Seit 2003 unterrichtet er Jazz-Kontrabass am Königlich Flämischen Konservatorium in Antwerpen.
Mit dem DiLiberto-Gesing Quartet gewann er erste Preise bei der Dutch Jazz Competition 1995 und 1997 und beim 23. Internationalen Jazzwettbewerb 1999 in Gexco. 2000 tourte er mit dem European Jazz Youth Orchestra, mit dem das Album The European Union Jazz Youth Orchestra entstand.
Weiterhin ist er Mitglied von Eric Vloeimans’ Gruppe Gatecrash, des Florian Zenker-Christian Kappe Quartetts, der Natasza Kurek Group, des Sanna van Vliet Quartet und des Otterloo Project. Er trat in Europa, in Kanada und Kolumbien u. a. mit Claudio Puntin, Ben Herman, Frank Giebels, John Engels, Stephane Galland, John Marshall, Harry Sokal, Dave Liebman, Bill Dobbins, Ack van Rooyen, Eric Ineke, Jasper van’t Hof, Tony Lakatos, Teun Verbruggen, Rob van Bavel, Ben van den Dungen, Martijn Vink und Mike Del Ferro auf. Mit seiner Band Binary Orchid (mit Arve Henriksen, Jozef Dumoulin, Lieven Venken und Wolfert Brederode) führt er vorwiegend eigene Kompositionen auf.

## Diskographie (Auswahl)
- Jazz Youth Orchestra: European Union Jazz Youth Orchestra
- Binary Orchid: One Hand, 2003
- Gulli Gudmundsson und Agnar Már Magnússon: Atlantshafið (mit Jóel Pálsson und Einar Scheving), 2005
- Toneelgroep De Appel: Dans (mit Christof May, Guri Krog, Wolfert Brederode und Joost Lijbaart; Projekt mit den Tänzern Hubert Fermin, Judith Linssen und Gaby Milder, Regie: Geert de Jong, Choreographie: Christine Ruygvoorn), 2004
- Binary Orchid: Radioactivity, 2006
- Eric Vloeimans: Gatecrashin, 2007
- Christof May/Maygus: Biosphere, 2007
- Eric Vloeimans: Hyper, 2008